# 松本忠久
松本忠久（日语：まつもと ただひさ，1958年9月21日—），日本企業家、藥劑師，曾任WELCIA HOLDINGS代表董事兼社長、Welcia藥局社長。

## 生平
松本忠久出生於日本長野縣。1983年畢業於北陸大學藥學系，並加入Sundrug藥妝店。2004年，他成為Ii公司的執行長。2006年擔任Welcia Kanto的副總裁。2008年出任Growell Holdings的董事。2010年成為寺島藥局的代表董事兼社長。2013年擔任Welcia Holdings的副總裁。
2018年，他成為Welcia Pharmacy的代表董事兼副總裁，負責銷售總部和配藥營運部門。2019年，擔任Welcia控股的總裁兼代表董事、Welcia藥局的總裁兼代表董事。2023年，出任Welcia Holdings的總裁兼代表董事及Welcia Pharmacy的董事長兼代表董事。
2024年4月16日，因涉及私人生活不當行為，被發現與公司外的女性有不當交往，隨即受到建議辭職。同日提交辭呈，並於17日辭去總裁職務。他曾擔任永旺的執行官，但同日被解僱。